# Yung Lean
Jonatan Aron Leandoer Håstad, művésznevén Yung Lean (Stockholm, 1996. július 18. –) egy svéd rapper Stockholmból. A debütáló mixtape-je, az Unknown Death 2002 2013. július 9-én jelent meg, nem sokkal később több önálló száma is felkerült YouTube-ra a Sad Boys Entertainment címen futó kiadója alatt , mint például a Ginseng Strip 2002, a Kyoto vagy a Yoshi City. Következő albumával, az Unknown Memory-val a 2014-es két hónapig tartó amerikai turné alatt rukkolt elő, két évre rá, 2016. február 25-én pedig a Warlord c. albuma debütált. 2016 december 14-én kiadta a Frost God c. mixtape-et, közel egy év múlva, 2017. november 10-én a nagy sikert arató Stranger nagylemezt.  2018. november 2-án megjelent 8 számát tartalmazó Poison Ivy lemeze. Ezt követte a 2020 elején megjelent Starz, legfrissebb (2022) albuma pedig a Stardust nevet viseli.

## Korai évei
Leandoer Yung Shermannel és Yung Guddal egy stockholmi parkban találkozott, ahol szoros barátságuk kezdetén felfedezték, hogy ugyanolyan zene iránt érdeklődnek. Lean, Sherman, Gud és még pár stockholmi gyerek (később a Gravity Boys tagjai) együtt alkottak egy együttest Hasch Boys néven (későbbi Sad Boys).
Amikor az összes többi tag kezdte elveszíteni az érdeklődését a Hasch Boys iránt, Lean, Sherman és Gud észrevették, hogy ők maradtak az utolsó aktív tagok. Ennek eredményeképpen hárman létrehozták a mai néven is ismert Sad Boys-t. 2012-ben Sherman és Gud elkezdtek különböző zenei alapokat gyártani, míg Lean szövegeket írt és vett fel, amikből az elkészült számokat aztán fel is töltötték a SoundCloud-csatornájukra.

## Karrier

### 2012–2013: A kezdetek
Lean Minszkben született, de élete első pár évét követően családjával Stockholmba, a Södermalm nevű kerületbe költözött. Egészen fiatal korában kezdett érdeklődni a hiphop iránt, említésre került 50 Cent-től a Get Rich or Die Tryin, a The Latin King-től a Mitt Kvarter és Nas-tól az Illmatic, mint fiatalabb éveinek meghatározó elemei.

### 2013-tól napjainkig: Debütáló siker
Yung Lean akkor kezdett el népszerűvé válni, amikor a videóklipje a Ginseng Strip 2002 c. számához futótűzként terjedt szét a világhálón, több, mint 2 millió megtekintést hozva rá YouTube-on. Ez évben kiadta első hivatalosan is elismert albumát, az Unknown Death 2002-t, nem sokkal később pedig a Levander EP-t, ami magába foglalta a Ginseng Strip 2002-t és még 2 másik számot (Oreomilkshake, Greygoose) amiket nem hagyhatott elveszni, mégse érezte az Unknown Death 2002-be valónak. A Consequence of Sound a "2013 top 50 száma" listán a Ginseng Strip 2002-t a 44. helyre sorolta be, amit nevezhetünk Lean első elismert sikerének. Elözben a Vibe is megemlítette az Unknown Death 2002-t a "2013 top 10 figyelmet elkerült rap mixtape-e" c. listán, mondván: "A szabad asszociációktól való elmozdulás, gyakran Lil' B nonszensz ritmusaival, kicsit erősebb zenei érzékkel."
2013-ban Yung Lean és a Sad Boys Európai turnéra ment. Ez évben később az Acclaim Magazine meghívta Leant vendégüknek a Q&A "smalltalk" c. előadásba, ahol kérdéseket tettek fel neki mindenféle témában, a kedvenc másnaposság elleni módszerétől a számítógépe háttérképéig.
2014-ben Yung Lean a Sad Boys indítottak egy White Marble címen futó turnét 24 európai országon keresztül. Lean 2014. szeptember 23-án kiadta a debütáló teljes albumát, az Unknown Memory-t. Ez elkísérte őt az Észak-Amerikai és európai turnéján, a Black Marble-ön. A turné első – majdnem telt házas – helyszíne a New York-i Webster Hall volt júliusban, amely remek témát adott olyan neves lapok újságíróinak mint például az XXL vagy A New York Times.
Körülbelül fél évvel később, 2016. február 5-én Lean kiadta második teljes albumát, a Warlordot. A Sad Boys-al közösen ez évben hozták létre saját ruha márkájukat is, a Sad Boys Geart.
Lean 2016. november 25-én meglepetésszerűen kiadott egy eredetileg kislemezeknek készült számot, a Bladee-vel kooperáló Hennessy & Sailormoont. Ez később felkerült a 2016. december 14-én kiadott Frost God albumára. Következő albuma 14 számmal Stranger néven pörög, ami 2017. november 10-én lett kiadva. Ez az album sokak szerint erősen eltér Lean eddigi munkásságaitól mind szövegben, mind zenei alapokon. Sokkal nagyobb hangsúlyt fordít az őszinteségre a drogokkal, szorongással és mentális problémákkal járó "sötét oldallal" kapcsolatban, mint eddig valaha.
A 2018-ban kiadott kisebb volumenű albuma, a 8 számmal futó Poison Ivy egyáltalán nem kapott akkora elismerést és egyöntetű tapsot mint ahogy a korábbi Stranger 2017-ben. Calum Marsh a Pitchforknál megjelentetett cikke ezzel kezdődik: "A tavalyi, több mint ígéretes Stranger után nehéz máshogy látni a stokholmi rapper legújabb mixtape-jét, mint egy lépést visszafelé." A cikkeben szó esik a zenei alpokról is, de inkább a szöveg az, amit kiemel az író. A Happy Feet-et  ecsetelte példaként; " A Yellowman, az utolsó szám a Strangeren, egy XIX. századi novella gyűjteményen alapult, a The King in Yellow-on. Ez elég messzinek tűnik a meleg viccek és a Harry Potteres referenciáktól."

## Yung Lean Magyarországon
Yung Lean először 2014 március 17-én, a White Marble tour keretében lépett fel Magyarországon, ahol a budapesti Toldi klubban adott koncertet teltházas koncertet.
Ezután 2016 április 30-án jött Budapestre az A38 hajóra, ahol szintén teltházas koncertet tudott produkálni.
2022-ben szerepelt a neve a Sziget fesztivál fellépői között, ám az utolsó pillanatban, napokkal a fellépés időpontja előtt lemondta, és helyette Göteborgban adott koncertet. Ugyanez az eset megtörtént pár nap eltéréssel Lengyelországban is, magyarázatot soha senki nem adott.

## Diszkográfia

### Stúdióalbumok
- Unknown Memory (2014)
- Warlord (2016)
- Stranger (2017)
- Starz (2020)

### Mixtape-ek
- Unknown Death 2002 (2013)
- Frost God (2016)
- Poison Ivy (2018)
- Stardust (2022)

### Kislemezek
- Lavender EP (2013)
- Kyoto (2013)
- Marble Phone (2013)
- Kyoto (2013)
- Yoshi City (2014)
- Crystal Clear Ice (2015)
- Hoover / How U Like Me Now? (2016)
- Red Bottom Sky (2017)
- Hunting My Own Skin (2017)
- Skimask (2017)
- King Cobra (2018)
- Crash Bandicoot & Ghostface/Shyguy (2018)
- Happy Feet (2018)
- Total Eclipse (2019)
- Blue Plastic (2019)
- Boylife in EU (2020)
- Violence (2020)
- Pikachu (2020)
- Ceremony (2023)

### Videóklipek
- Greygoose[7] (2013)
- Ginseng Strip[8] (2013)
- 5th Element[9] (2013)
- Oreomilkshake[10] (2013)
- Racks On Racks ft. Thaiboy Digital[11] (2013)
- Hurt[12] (2013)
- Solarflare[13] (2013)
- Plastic Boy ft. Bladee[14] (2013)
- Kyoto[15] (2013)
- Motorola[16] (2014)
- Yoshi City[17] (2014)
- Sandman[18] (2014)
- Volt[19](2014)
- Blinded[20] (2014)
- Diamonds ft. Thaiboy Digital[21] (2015)
- Roses[22] (2015)
- Hoover[23] (2015)
- Miami Ultras[24] (2016)
- Afghanistan[25] (2016)
- Sippin ft. ManeMane4CGG[26] (2016)
- Highway Patrol ft. Blade (2016)
- Eye Contact[27] (2016)
- Hennessy & Sailor Moon ft. Bladee[28] (2016)
- Metallic Intuition[29] (2017)
- Red Bottom Sky[30] (2017)
- Happy Feet[31] (2018)
- friday the 13th[32] (2018)
- Boylife in EU (2020)
- Violence + Pikachu (2020)